# Valeriano Orobón Fernández
Pour les articles homonymes, voir Fernández.
Valeriano Orobón Fernández (La Cistérniga, 4 avril 1901 - Madrid, 28 juin 1936) est un théoricien espagnol de l'anarcho-syndicalisme. Militant libertaire, c'est lui qui a écrit les paroles du chant anarchiste A las barricadas.

## Biographie
Valeriano Orobón Fernández est né en 1901 à La Cistérniga, dans la province de Valladolid. Fils d'un militant socialiste, il a été impliqué dans le mouvement ouvrier très tôt. En 1920, il adhère à la CNT. Doué pour les langues, il traduisit la biographie de l'anarchiste allemand Max Nettlau de Rudolf Rocker.
Entre les écrits théoriques, Orobón était profondément impliqué dans les tentatives pour former une alliance révolutionnaire destinée à endiguer la marée montante du fascisme et à préparer la voie vers la révolution. Pour la période post-révolutionnaire, il envisageait que les syndicats auraient un rôle majeur dans une société décentralisée économiquement et politiquement.
Il soutenait que l'anarcho-syndicalisme était la première force révolutionnaire en Espagne. Il lutta contre les tendances communistes, qu'il jugeait trop étatistes, au sein de la CNT, le plus grand syndicat et la principale organisation anarchiste en Espagne.
Peu avant sa mort en 1936 à Madrid, pendant la guerre d'Espagne, il écrivit les paroles de A las barricadas — sur la musique de La Varsovienne, chant révolutionnaire polonais — dans lesquelles il exhortait les travailleurs à combattre le fascisme. A las barricadas est devenu l'hymne de la CNT et l'un des plus célèbres chants anarchistes de la guerre d'Espagne.